# Neopetrobia
Neopetrobia är ett släkte av spindeldjur. Neopetrobia ingår i familjen Tetranychidae.

## Dottertaxa tillNeopetrobia, i alfabetisk ordning[1]
- Neopetrobia acuminata
- Neopetrobia adamanta
- Neopetrobia africana
- Neopetrobia albiei
- Neopetrobia amaranthae
- Neopetrobia arboriformae
- Neopetrobia augustae
- Neopetrobia batiashvilii
- Neopetrobia burchelliae
- Neopetrobia convolvuli
- Neopetrobia corynetes
- Neopetrobia dideltae
- Neopetrobia dubinini
- Neopetrobia dyschima
- Neopetrobia eberlanziae
- Neopetrobia galeniae
- Neopetrobia georgiana
- Neopetrobia globosa
- Neopetrobia hexapetalae
- Neopetrobia hilariae
- Neopetrobia hirta
- Neopetrobia hispida
- Neopetrobia karasiensis
- Neopetrobia leipoldtiae
- Neopetrobia lerichei
- Neopetrobia mcgregori
- Neopetrobia mexicana
- Neopetrobia namaensis
- Neopetrobia oryx
- Neopetrobia plinthi
- Neopetrobia potchensis
- Neopetrobia samgoriensis
- Neopetrobia simlaensis
- Neopetrobia summersi
- Neopetrobia tarkaensis
- Neopetrobia vediensis
- Neopetrobia vulgata